# جورني (أرومية)
جورني هي قرية في مقاطعة أرومية، إيران. عدد سكان هذه القرية هو 366 في سنة 2006.